# شاهدخت هیروکیو کیکو

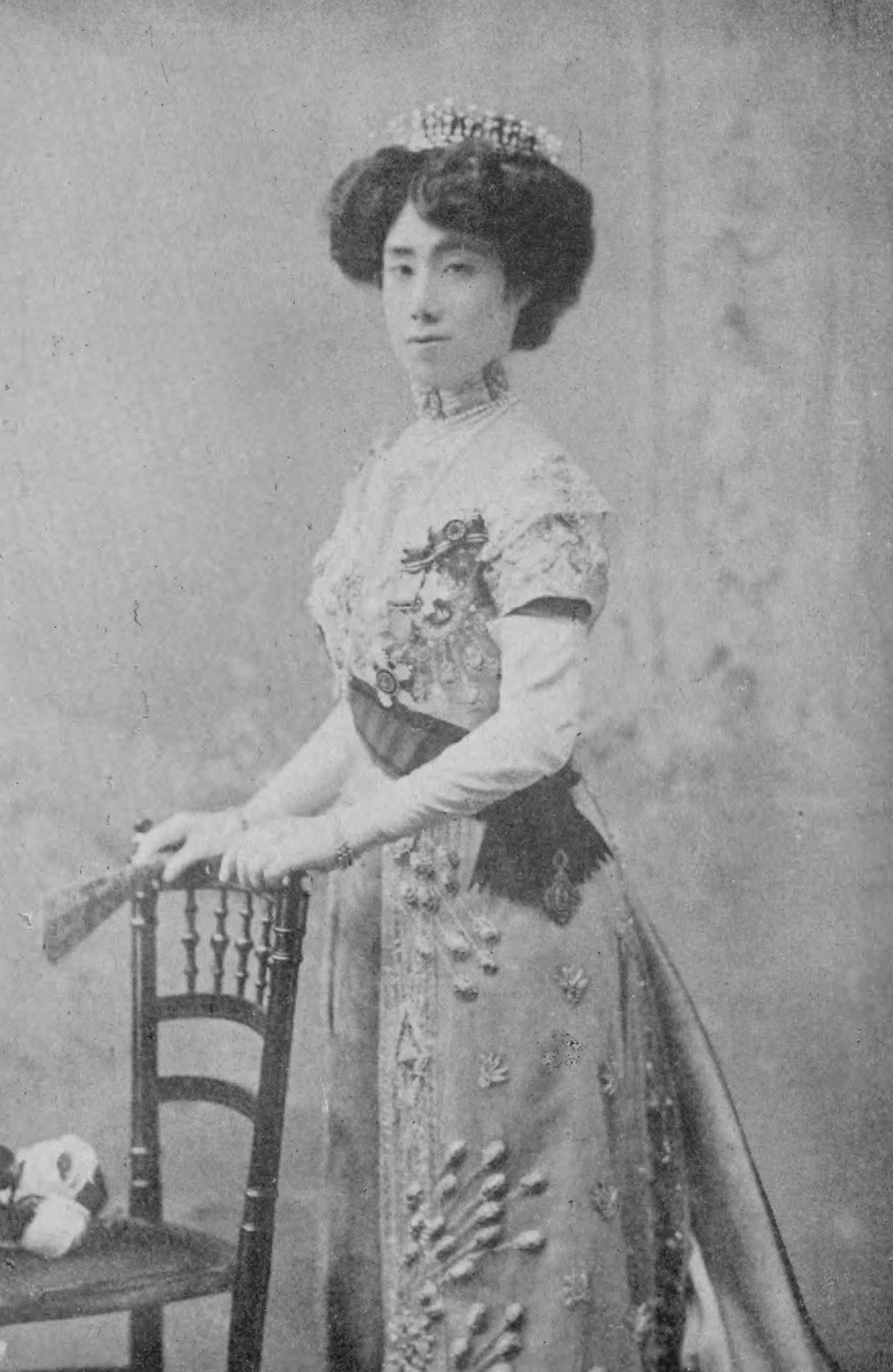
شاهدخت هیروکیو کیکو

شاهدخت هیروکیو کیکو (به ژاپنی: 博恭王妃 経子 ひろやすおうひ つねこ)، (۲۳ سپتامبر ۱۸۸۲ (۱۵ دوره میجی) - ۱۸ اوت ۱۹۳۹ (۱۴ دوره شووا) عضوی از خانواده امپراتوری ژاپن بود. او همسر شاهزاده فوشیمی هیرویاسو بود. نام سابق او توکوگاوا تسونه‌کو بود. رتبه او امپراتریس و عنوان افتخاری او طبق قانون خاندان امپراتوری، والاحضرت امپراتوری بود. او عمه کیکوکو، شاهدخت تاکاماتسو همسر نوبوهیتو، شاهزاده تاکاماتسو سومین پسر امپراتور تایشو بود. از طریق مادر توکوگاوا یوشینوبو، شاهدخت یوشیکو، او همچنین از نسل پنجم امپراتور ریگن بود.
او نهمین دختر پانزدهمین شوگون، توکوگاوا یوشینوبو از همسر غیراصلی‌اش شینمورا نوبو بود.